# Гаванский Христос

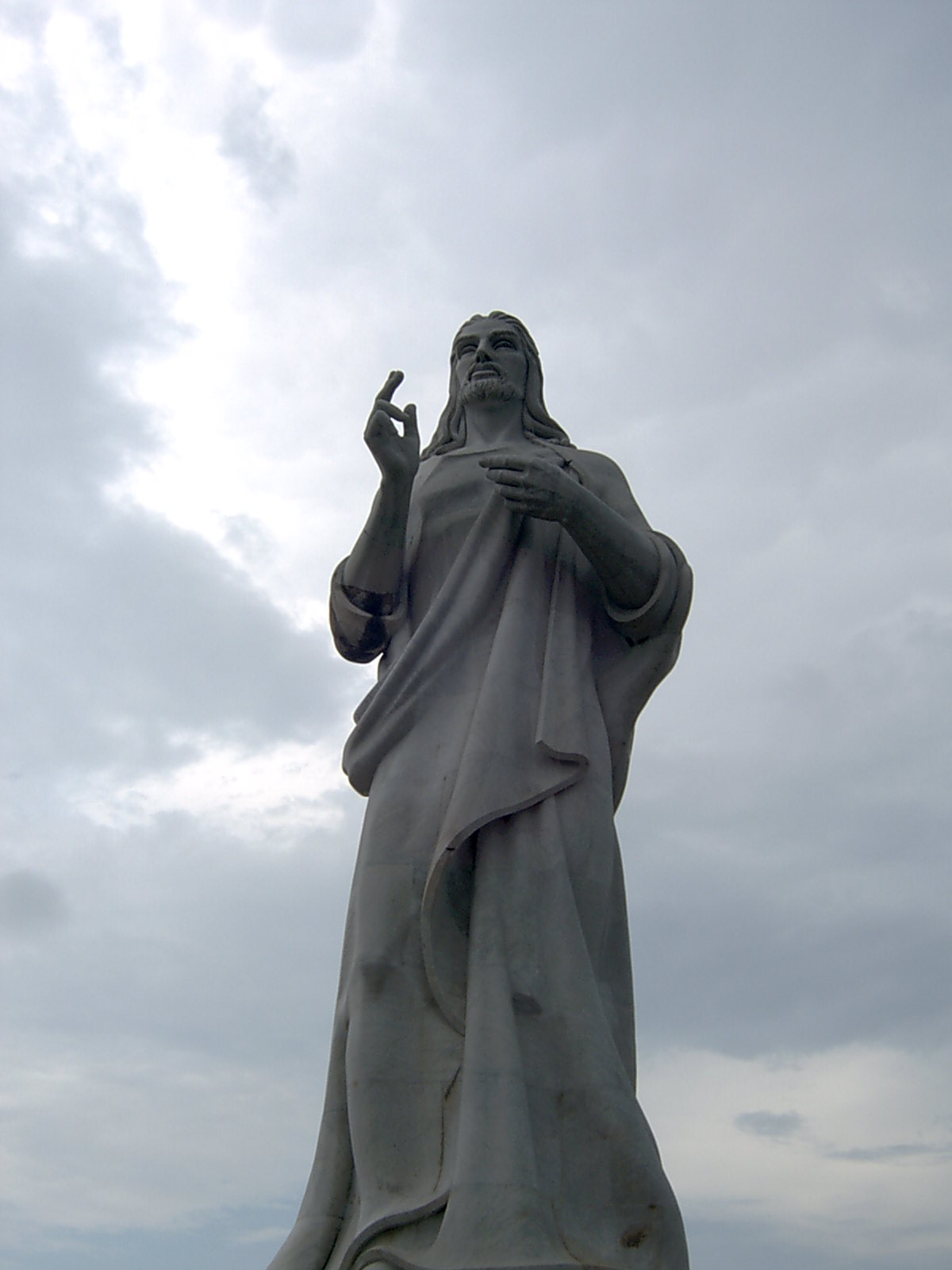

Гаванский Христос — крупная статуя Иисуса Христа в Гаване, Куба, расположенная на холме с видом на бухту Гаваны. Её автором является кубинский архитектор Хильма Мадера (англ. Jilma Madera).
Статуя высечена из белого каррарского мрамора — материала, использовавшегося для многих памятников на кладбище Колон. Статуя имеет около 20 м в высоту, из которых 3 м приходится на пьедестал; её вес составляет около 320 т. Статуя была сооружена из 67 блоков мрамора, приобретённых в Италии и лично освящённых папой римским Пием XII. Правая рука фигуры Христа на статуе находится у подбородка, левая — возле груди. Лицо статуи обращено к городу и часто производит большое впечатление на гостей города.
Статуя расположена в пригороде Гаваны Касабланка (англ. Casablanca, Havana), муниципалитет Регла. Она была открыта 24 декабря 1958 года. Её возвели всего за 15 дней до того, как 8 января Фидель Кастро вступил в Гавану в ходе Кубинской революции. В тот же день в статую ударила молния и повредила её, однако впоследствии она была восстановлена.
Статуя расположена на высоте 51 м над уровнем моря, поднимаясь до высоту 79 м, поэтому её можно увидеть из разных точек города. Отсюда открывается панорамный вид на близлежащие районы Гаваны.